# Бережанське лісництво
Бережанське лісництво — територіально-виробнича одиниця ДП «Бережанське лісомисливське господарство» Тернопільського обласного управління лісового та мисливського господарства, підприємство з вирощування лісу, декоративного садивного матеріалу.

## Об'єкти природно-заповідного фонду
На території господарства знаходиться ? об'єктів природно-заповідного фонду:
- геологічна пам'ятка природи місцевого значення
  - Чортів камінь — кв. 13 вид. 12, лісове урочище «Лісники»
- ботанічні пам'ятки природи місцевого значення
  - Дуб Б. Хмельницького — кв. 24 вид. 2, територія Раївського парку
  - Дуб «Велетень» — кв. 24 вид. 2, територія Раївського парку
  - Дуб «Богатир» — кв. 24 вид. 2, територія Раївського парку
- Парки
  - Бережанський дендропарк — кв. 24 вид. 1, лісове урочище «Рай»
  - Раївський парк — кв. 24 вид. 2, лісове урочище «Рай»